# Irvingiaceae
Irvingiaceae is een botanische naam, voor een familie van tweezaadlobbige planten. Een familie onder deze naam wordt pas sinds enige decennia erkend door systemen voor plantentaxonomie: voorheen werden deze planten ingedeeld bij de familie Simaroubaceae.
De familie wordt wel erkend door het APG-systeem (1998) en het APG II-systeem (2003). Het gaat dan om een kleine familie van drie genera, bestaande uit bomen in tropisch Afrika en Zuidoost-Azië.